# 잠녀 (전설)
잠녀(蠶女)는 중국 전설 중 하나로, 말가죽과 융합한 소녀가 누에로 변신해 세상에 견을 가져왔다는 전설이다.
중국에는 예로부터 견과 누에에 얽힌 전설들이 존재해 왔는데, 전국시대에 순황이 쓴 『순자』 「부편」에는 누에의 신체는 유연하고, 머리는 말과 비슷하다고 기록되어 있다. 『산해경』 「해외북경」에는 "구사지야(歐絲之野)"라는 곳에 한 여자가 꿇어앉아 나무를 붙잡고 실[絲]을 토해낸다고 기록되어 있다. 또한 예로부터 견의 산지로 유명했던 촉 땅(오늘날의 사천성)에는 고대의 촉왕 잠총이 양잠을 사람들에게 가르쳤다는 전설이 있었다. 이런 전설들이 결합되어 탄생한 것이 잠녀 전설이라고 생각되고 있다.

## 『수신기』
잠녀 전설의 가장 오래된 형태는 동진의 간보가 쓴 『수신기』에 기록되어 있다.
옛날 어느 집의 아버지가 전쟁에 동원되어 집에 그집 딸과 말만 남았다. 딸은 아버지가 그리운 나머지 말에게 “만일 아버지를 데리고 돌아온다면 네 아내가 될 거야”라고 말했고, 말이 곧 아버지를 데리고 집에 돌아왔다. 그러나 자초지종을 알게 된 아버지는 노발대발하여 말을 쇠뇌로 사살하고, 그 가죽을 벗겼다. 그 뒤 딸이 말가죽을 걸어 말리는 곳 곁을 지나갈 때 말가죽이 갑자기 튀어올라 딸을 휘감고 집에서 뛰쳐나갔다. 며칠 후 딸이 발견되었을 때는, 딸은 말가죽과 하나가 되어 큰 나무의 가지 사이에서 누에로 변신해 실을 토하고 있었다. 그래서 누에가 먹는 나무를 죽을 상(喪)과 음이 같은 뽕나무 상(桑)이라 부르게 되었다는 전설이다.

## 『태평광기』
북송의 이방이 책임지고 편찬한 관찬서인 『태평광기』에는 『수신기』와는 다소 다른 잠녀 전설이 전한다. 『태평광기』는 고금의 책에서 인용집성한 책으로, 여기 실린 잠녀 전설도 『원화전습유』라는 책에서 인용한 것이다.
곡임금 시절 촉 땅에는 군왕이 없어서, 여러 일족이 서로 다투고 있었다. 어느 딸의 아버지도 이 싸움에서 포로가 되어 1년 이상이 경과했다. 딸의 어머니는 일족의 남자들에게, 남편을 구해오는 사람이 있으면 그 사람에게 딸을 시집보내겠다고 말했지만 응하는 사람이 없었다. 그런데 그 이야기를 들은 아버지의 말이 고삐를 풀고 집을 뛰쳐나가, 며칠 후 아버지를 데리고 돌아왔다. 어머니가 놀라 아버지에게 약속을 털어놓자, 아버지는 “인간을 짐승에게 시집보낼 수는 없다”고 말했다. 이 말을 들은 말이 날뛰자 아버지는 활로 말을 사살하고 가죽을 벗겼다. 며칠 뒤 딸이 말가죽 옆을 지나갈 때 말가죽이 딸을 휘감아 사라졌고, 열흘 뒤 누에로 변한 딸이 발견되었다. 이에 그 딸을 잠녀라고 부르게 되었다. 부모는 매우 슬퍼했는데, 돌연 하늘에서 딸이 그 말을 타고 강림하여, 천상에서 자신을 선빈(仙嬪)으로 삼아 장생하게 되었다고 부모를 위로했다고 한다.

## 사천의 마두랑 신앙
『태평광기』가 인용한 『원화전습유』에는 위 이야기에 이어서, 잠녀 유적이 광한에 존재하며, 매년 십방・면죽・덕양의 사람들이 찾아와 궁관에 있는 소녀상에 말가죽을 입히고 “마두랑”(馬頭娘)이라 부르며, 뽕과 누에를 놓고 비는 의식이 있었다고 한다. 또 잠녀의 사당과 무덤이 덕양에 있었다고 알려졌지만, 청나라 때 홍수로 수몰되었다고 동치 13년(1847년) 편찬된 『덕양현지』에 전한다.

## 같이 보기
- 중국의 민간신앙

## 참고 자료
- 袁珂 著/鈴木博 訳『中国神話・伝説大事典』（大修館書店、199年） ISBN 978-4-469-01261-3　「蚕女」「蚕女廟」「蚕馬」「馬頭娘」の各項目